# New Yorks byråd
New Yorks byråd (engelsk: New York City Council) er navnet på byrådet i den amerikanske by New York City. Byrådet, der fungerer som et enkeltkammer, består af 51 medlemmer fra 51 valgdistrikter fordelt på byens fem bydele, som vælges ved flertalsvalg i enkeltmandskredse. Byen er en stærk bastion for Demokraterne, der ved seneste valg i 2021 fik 45 mandater, mens Republikanerne fik seks mandater.
Byrådet ledes af en formand. Den siddende (siden 5. januar 2022) er Adrienne Adams, der er valgt for Demokraterne i 28. distrikt i Queens. Formanden leder møderne og udarbejder dagsordenen. Alle nye forslag til behandling går derfor gennem formandens kontor. Medlemmerne vælges for fire år ad gangen og kan maksimalt vælges for to perioder af gangen med mindre medlemmet er valgt før 2010.
New Yorks borgmester har relativt store magtbeføjelser over for byrådet, og administrationen er mere centraliseret end i mange andre amerikanske byer. Under borgmesters forvaltning ligger således områder som uddannelse, fængsler, biblioteker, offentlig sikkerhed, rekreative faciliteter, sanitet, vandforsyning og bistandshjælp. Byrådet fungerer til dels som en kontrolmekanisme i forhold til borgmesteren og har desuden ansvaret for lovgivning på en række områder samt for byens budget, der er på knap 775 milliarder kroner.
Under byrådet er nedsat 38 stående udvalg og fire undervalg, der har ansvar for forskellige områder af byens administration. De mødes som minimum månedligt. Hvert byrådsmedlem sidder i mindste tre udvalg.